# Аристідіс Балтас
Аристідіс Балтас (грец. Αριστείδης Μπαλτάς; 9 лютого 1943, Корфу) — грецький філософ науки, фізик і лівий політик, який обіймав посаду міністра культури та спорту Греції з 23 вересня 2015 року до 5 листопада 2016 року у другому Кабінеті міністрів Алексіса Ципраса. Раніше він обіймав посаду міністра культури, освіти та релігійних справ у першому уряді Ципраса з 27 січня до 28 серпня 2015 року.
Він — почесний професор філософських наук в Афінському національному технічному університеті та президент Інституту Нікоса Пуланзаса. У ході парламентських виборів у Греції у вересні 2015 року його обрали депутатом у виборчому округу Аттика від СІРІЗА.

## Освіта та наукова кар'єра
Балтас здобув освіту у галузі електротехніки та машинобудування в Афінському національному технічному університеті, де навчався з 1962 до 1967 рік перед тим, як завершити докторський ступінь з теоретичної фізики під керівництвом Франсуа Лурчата при Університеті Париж XI у 1971 році. Дисертацію «La Neutrino-Production des Résonances Baryoniques dans le Modèle des Quarks» («Створення баріонного резонансу у кварковій моделі за допомогою нейтрино»). У 1982 році він повернувся до Афінського національного технічного університету, щоб стати викладачем кафедри фізики. З 1984 до 1985 рік він був запрошеним науковим співробітником Центру філософії науки Університету Піттсбурга; у 2005—2006 роках він знову обіймав цю посаду. Його призначили доцентом кафедри філософії та методології фізики в університет у 1984 році, потім доцентом кафедри філософії науки у 1992 році та професором у 2002 році.
Дослідження Балтаса у галузі філософії пов'язані насамперед з питаннями гносеології Луї Альтюссера, і в більш загальному плані відносини між філософією науки й епістемологією та між аналітичною та континентальною філософіями. Його робота охоплює галузі фізики, математики, психоаналізу й історичного матеріалізму. Балтас, крім того, вивчав таких філософів як Людвіг Вітгенштайн, Фрідріх Ніцше, Бенедикт Спіноза, Жак Дерріда, Джон Макдавел і Вальтер Беньямін.
У 2002 році Балтаса нагородили Національною премією у галузі літератури за книгу «Об'єкти та аспекти власної особистості» (Αντικείμενα και όψεις εαυτού). У грудні 2010 року він отримав Премію Ксантопулоса-Пневматикоса за успіхи на педагогічній ниві.

## Політична кар'єра
Балтас є одним із засновників Коаліції радикальних лівих (СІРІЗА), у 2012 році Балтас став координаційним членом політичного планування комітету. Після перемоги СІРІЗА на чолі з Алексісом Ципрасом на парламентських виборах у січні 2015 року Балтаса призначили міністром культури, освіти та релігії у кабінеті Ципраса. Невдовзі після вступу на посаду Балтас заявив, що крім безпосереднього завдання полегшення гуманітарної кризи у грецьких школах і розв'язання проблеми «вічних студентів», які були змушені призупинити своє навчання, щоб знайти роботу і забезпечувати себе, його довгострокові цілі як міністра були спрямовані на відновлення незалежності професійної освіти від вищої, скасування всегрецьких іспитів і підтримка вільного доступу до вищої освіти.

## Публікації
грецькою мовою
- 1985 — Σύντομη κβαντική μηχανική
- 1991 — Επιστημολογικά: Για την ιστορία της επιστήμης
- 1994 — Ο Λουί Αλτουσέρ και το τέλος του κλασικού μαρξισμού
- 1999 — Στο περιθώριο επιστήμης και πολιτικής
- 2001 — Αντικείμενα και όψεις εαυτού
- 2002 — Για την επιστημολογία του Λουί Αλτουσέρ
- 2004 — Το μήλο του Φρόυντ και το ασυνείδητο του Νεύτωνα
- 2016 — Παράμετροι και γνώμονες εξ αριστερών

англійською мовою
- Peeling Potatoes or Grinding Lenses: Spinoza and Young Wittgenstein Converse on Immanence and Its Logic. Pittsburgh: University of Pittsburgh Press, 2012 (ISBN 0822944162)